# FK Sinđelić Beograd
FK Sinđelić Beograd (srpski: ФК Синђелић Београд) je nogometni klub iz Voždovca, grad Beograd, Republika Srbija. 

U sezoni 2024./25. nastupa u Beogradskoj zoni, četvrtom rangu srpskog nogometnog sustava.

## O klubu
Osnovan 1937. godine, klub je dobio ime po povijesnoj srpskoj ličnosti Stevanu Sinđeliću. Dijelom novoformiranog FD Drvodeljac postaje 1945. godine. Klub se spojio s FD Građevinac u FD Graditelj 1946. Promijenio je ime u Gvožđar 1950. i konačno iste godine u Sinđelić. Klub se natjecao isključivo u nižim rangovima jugoslavenskog nogometa.
Klub je na kraju sezone 2012./13. osvojio prvo mjesto u Srpskoj ligi Beograd i plasirao se u Prvu ligu Srbije. Proveo je sedam uzastopnih sezona u drugoj ligi, prije nego što su se povukao iz lige zbog financijskih razloga.

## Prvenstva
| Sezona    | Razred | Liga                | Broj momčadi | Mjesto | Napomena |
| --------- | ------ | ------------------- | ------------ | ------ | -------- |
| 2005./06. | III.   | Srpska liga Beograd | 20           | 10.    | link     |
| 2006./07. | III.   | Srpska liga Beograd | 18           | 13.    | link     |
| 2007./08. | III.   | Srpska liga Beograd | 16           | 11.    | link     |
| 2008./09. | III.   | Srpska liga Beograd | 16           | 11.    | link     |
| 2009./10. | III.   | Srpska liga Beograd | 16           | 5.     | link     |
| 2010./11. | III.   | Srpska liga Beograd | 16           | 4.     | link     |
| 2011./12. | III.   | Srpska liga Beograd | 16           | 8.     | link     |
| 2012./13. | III.   | Srpska liga Beograd | 16           | 1.     | link     |
| 2013./14. | II.    | Prva liga Srbije    | 16           | 11.    | link     |
| 2014./15. | II.    | Prva liga Srbije    | 16           | 6.     | link     |
| 2015./16. | II.    | Prva liga Srbije    | 16           | 6.     | link     |
| 2016./17. | II.    | Prva liga Srbije    | 16           | 9.     | link     |
| 2017./18. | II.    | Prva liga Srbije    | 16           | 6.     | link     |
| 2018./19. | II.    | Prva liga Srbije    | 16           | 8.     | link     |
| 2019./20. | II.    | Prva liga Srbije    | 16           | 14.    | link     |
| 2020./21. | III.   | Srpska liga Beograd | 20           | 14.    | link     |
| 2021./22. | IV.    | Beogradska zona     | 16           | 2.     | link     |
| 2022./23. | III.   | Srpska liga Beograd | 16           | 14.    | link     |
| 2023./24. | III.   | Srpska liga Beograd | 16           | 14.    | link     |
| 2024./25. | IV.    | Beogradska zona     | 14           |        | link     |

## Poveznice
- službene stranice
- Profil na srbijasport.net